# Cristidorsa planidorsata
Cristidorsa planidorsata — вид ігуаноподібних ящірок родини агамових (Agamidae). Мешкає в Індії і М'янмі.

## Поширення і екологія
Cristidorsa planidorsata мешкають у Північно-Східній Індії, в штатах Ассам, Мегхалая, Мізорам і Трипура, а також в штаті Чин на північному заході М'янми. Вони живуть у вологих рівнинних і гірських тропічних лісах. Зустрічаються на висоті від 30 до 2357 м над рівнем моря.